# Ładowacz
Ładowacz – system operacyjny opracowany dla jednego z polskich komputerów serii Mera 300 – modelu Mera 305. Do jego podstawowych zadań należało przechowywanie w pamięci programów systemowych i użytkowych, współpraca z zewnętrznymi nośnikami danych (taśma, dysk), sterowanie pracą programów (praca standardowa, automatyczna, ciągi wywołujących się programów i inne). System dawał też możliwość budowy dużych programów segmentowanych oraz zapewniał dostęp do standardowej biblioteki systemowej.